# Ahmet Alibašić
Ahmet Alibašić (geboren 1971 in Prnjavor, Kalesija) ist eine Persönlichkeit des Islam in Bosnien und Herzegowina und in Europa. Er ist der Direktor der Zweigstelle der US-amerikanisch-muslimischen Denkfabrik International Institute of Islamic Thought (IIIT) in Bosnien und Herzegowina.

## Leben
Er besuchte die Gazi-Husrev-Beg-Medresa, Sarajevo, und erwarb am Institut für Arabistik, der King Saud University in Riad, Saudi-Arabien, einen Diplom in arabischer Sprache. Er erwarb einen PhD an der Universität Sarajevo, einen MA in Islamischer Zivilisation an der International Institute of Islamic Thought and Civilization (ISTAC) in Malaysia, und zwei BAs, einen in Fiqh und Usūl al-fiqh, und den anderen in Politikwissenschaft an der International Islamic University Malaysia.
Er ist einer der Unterzeichner der Botschaft aus Amman (Amman Message). Er ist Mitglied des European Muslim Network (EMN).
Der Website der Islamischen Gemeinschaft der Bosniaken in Deutschland (IGBD) zufolge gilt er als „einer der führenden Analytiker für den Nahen Osten“.
Er ist einer der Herausgeber des Yearbook of Muslims in Europe, Mitglied der Redaktionsleitung des Journal of Muslims in Europe und ist Verfasser verschiedener Schriften zum Islam. Er übersetzt viele Texte ins Bosnische, darunter den katholischen Islamwissenschaftler John Esposito.
Er lehrt als Assistenzprofessor an der Fakultät für Islamwissenschaften in Sarajevo. Außerdem ist er Vorsitzender des Centre for Advanced Studies mit Sitz in Sarajevo.

## Schriften
siehe CV (Universität Sarajevo)
- cns.ba